# 쿠어 알트슈타트역
쿠어 알트슈타트역(독일어: Chur Altstadt)은 래티셰 철도(RhB)의 쿠어-아로사 철도(아로사반)에 있는 작은 기차역이다. 그것은 플레수어강 옆 플레수어 선착장에 있는 쿠어의 구시가지(알트슈타트) 근처에 위치하며, 도시의 주요 기차역에서 760m 떨어져 있다. 2018년 12월 8일까지 쿠어 슈타트역으로 불렸다.
정류장은 중앙역보다 상점, 바, 구시가지의 명소에 더 가깝다. 다수의 지역과 포스트아우토 버스 서비스가 그라벤 거리와 엥가딘 거리가 만나는 근처에 위치한 말테저에서 만난다. 인도교(‘Praximerbrüggli’)는 강 건너편에 있는 린덴콰이와 정류장을 연결한다.

## 슈타트반
쿠어 슈타트반은 쿠어에서 아로사까지 이어지는 RhB 노선의 일부로 쿠어의 중심을 통과하며 도로를 달리고 있다. 이 노선은 중앙 기차역 앞의 반호프플라츠에서 시작되며, 이곳은 역의 플랫폼이 아로사 노선이다. 이 노선은 반호프플라츠에서 구시가지까지 엥가딘슈트라세를 따라 달리다가 그라벤슈트라세를 따라 잠시 운행한 다음 플레수어 선착장(Plessur Quay)의 플레수어강을 따라 운행한다. 쿠어 알트슈타트역 이후에는 강변도로를 계속 달리며 잔트(Sand) 교외로 향하고 잔트슈트라세를 따라 이동하며, 이 노선은 영구도로가 있는 소형 도로이다. 선의 시작 부분에서 1.42km 떨어진 곳에 창고(‘쿠어 잔트’)가 있다. 잔트 직후에 자쌀에서 (한때 작은 역이 있었지만 지금은 사용되지 않음) 선은 Plessau를 가로지르는 도로에서 분기되어 자쌀 터널을 통해 산악 동의를 시작한다.

## 버스 연결편
포스트아우토 버스 서비스 90.001(타민스와 레췬스 행) 90.041 (파이스트 행),, 90.042(치르첸 행), 및 90.181/182(렌처하이데, 티펜카스텔, 비비오와 생모리츠 행) 및 근처 말테저 버스 정류장에서 정차한다.

## 운행편
다음 서비스는 쿠어 알트슈타트에서 정차한다.
- 레기오 : 쿠어와 아로자 사이를 매시간 운행한다.

## 갤러리

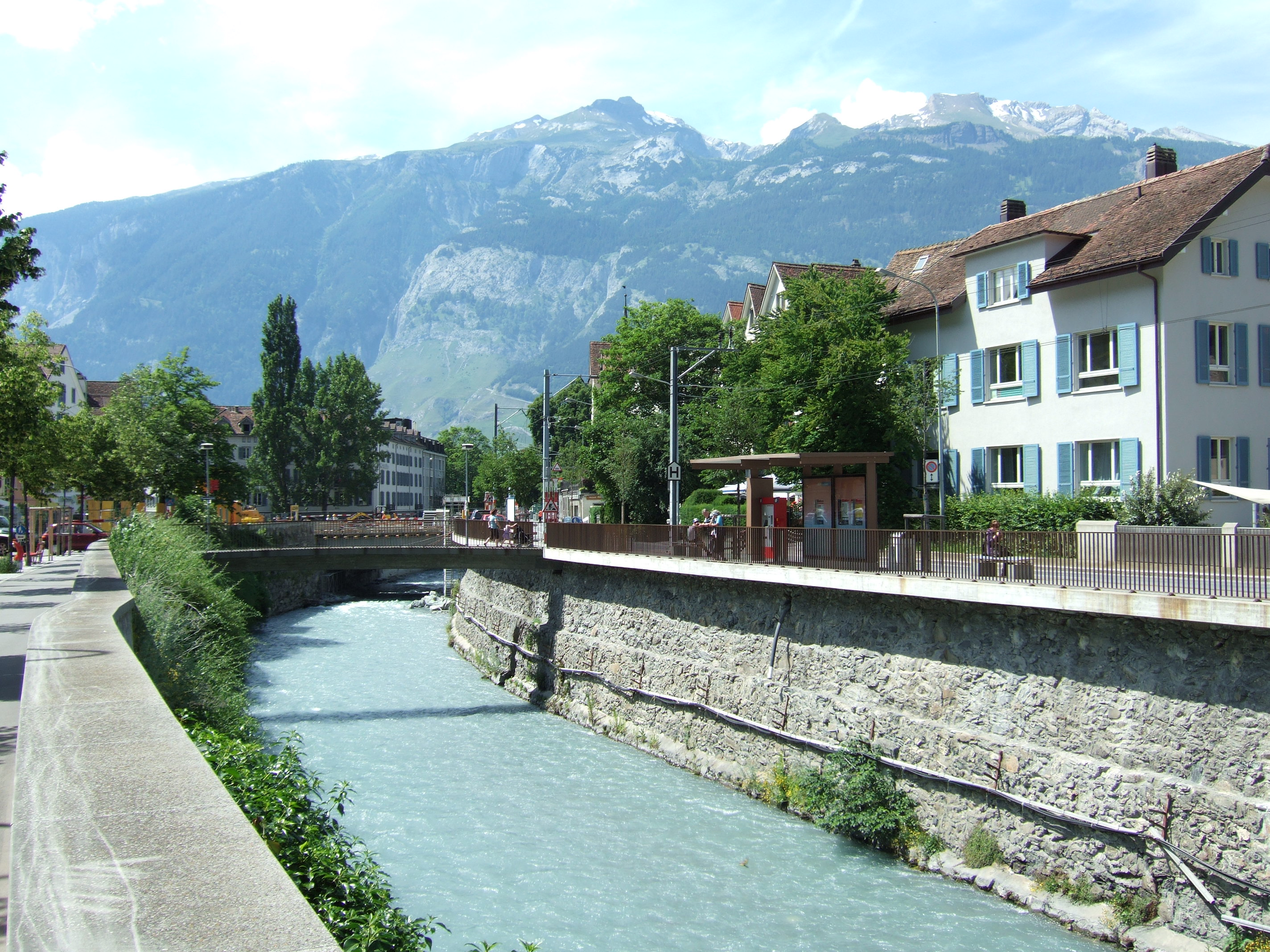
린덴콰이에서 본 정류장
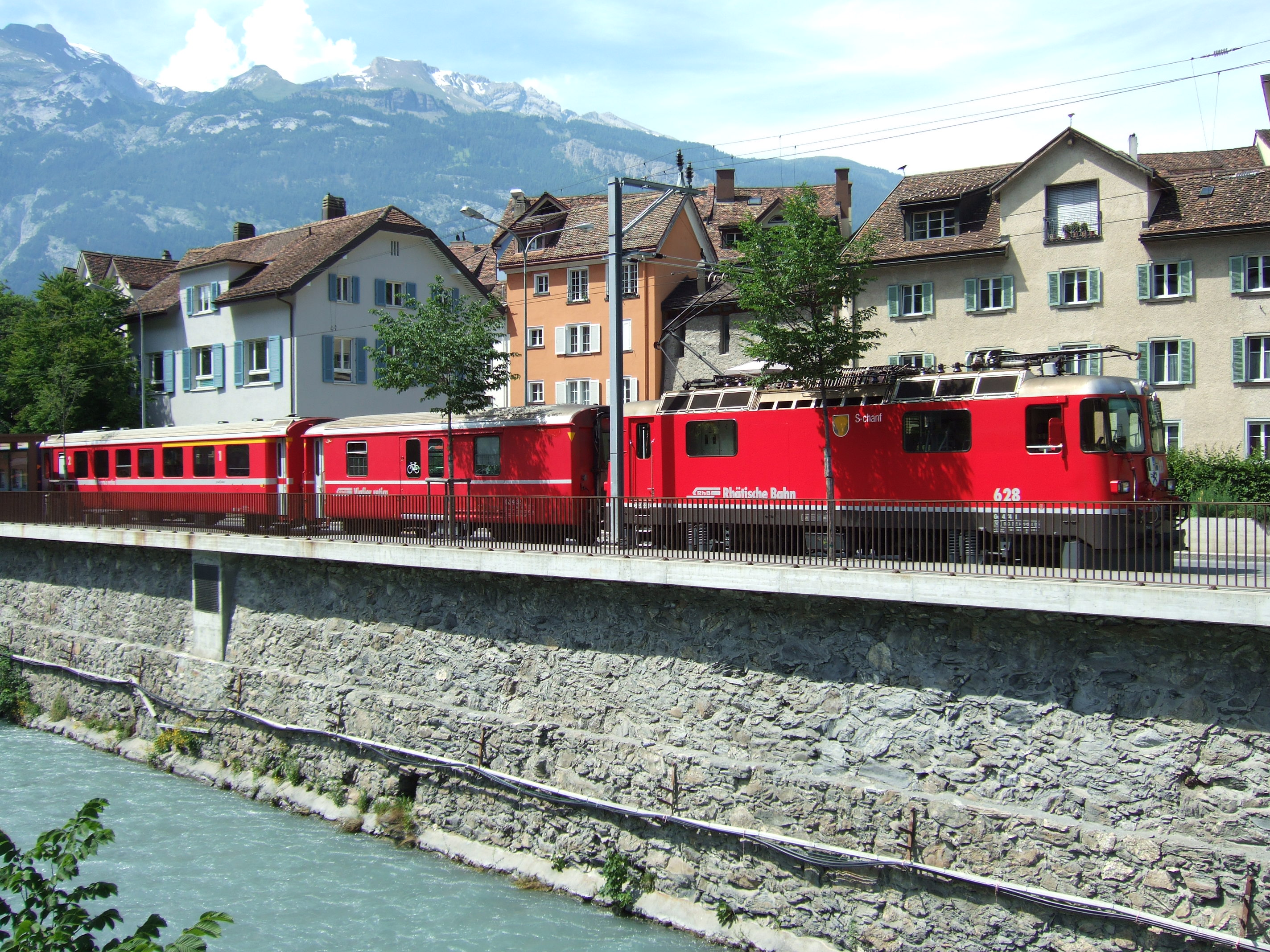
정류장에서 대기하는 기차
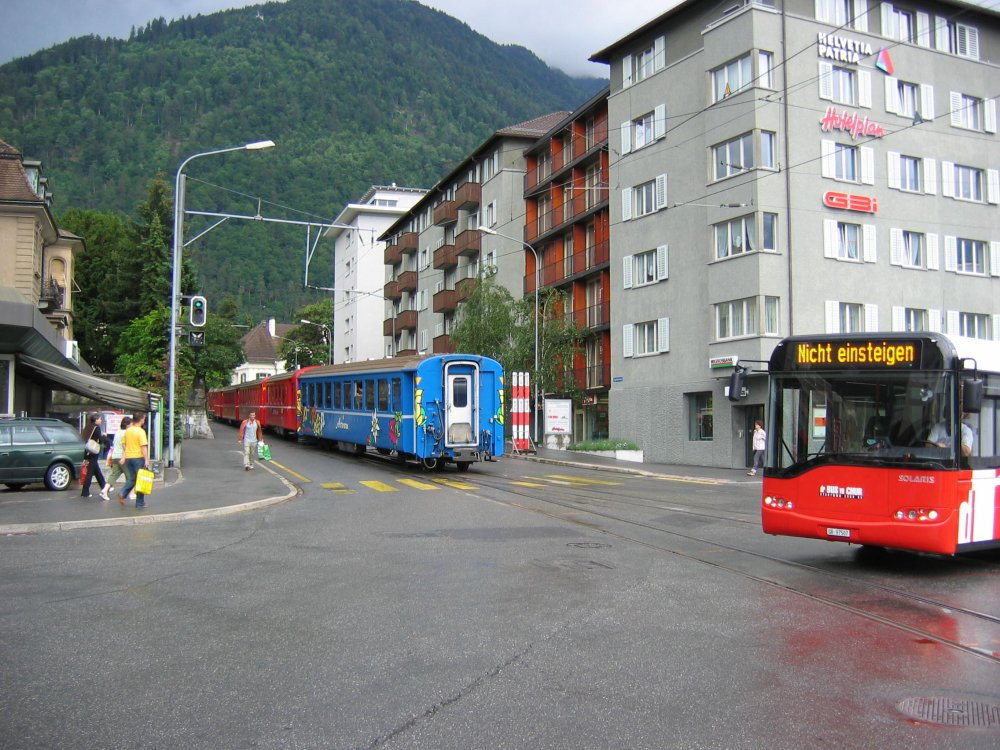
기차가 역광장을 떠나 엥가딘 거리의 슈타트반으로 향한다.
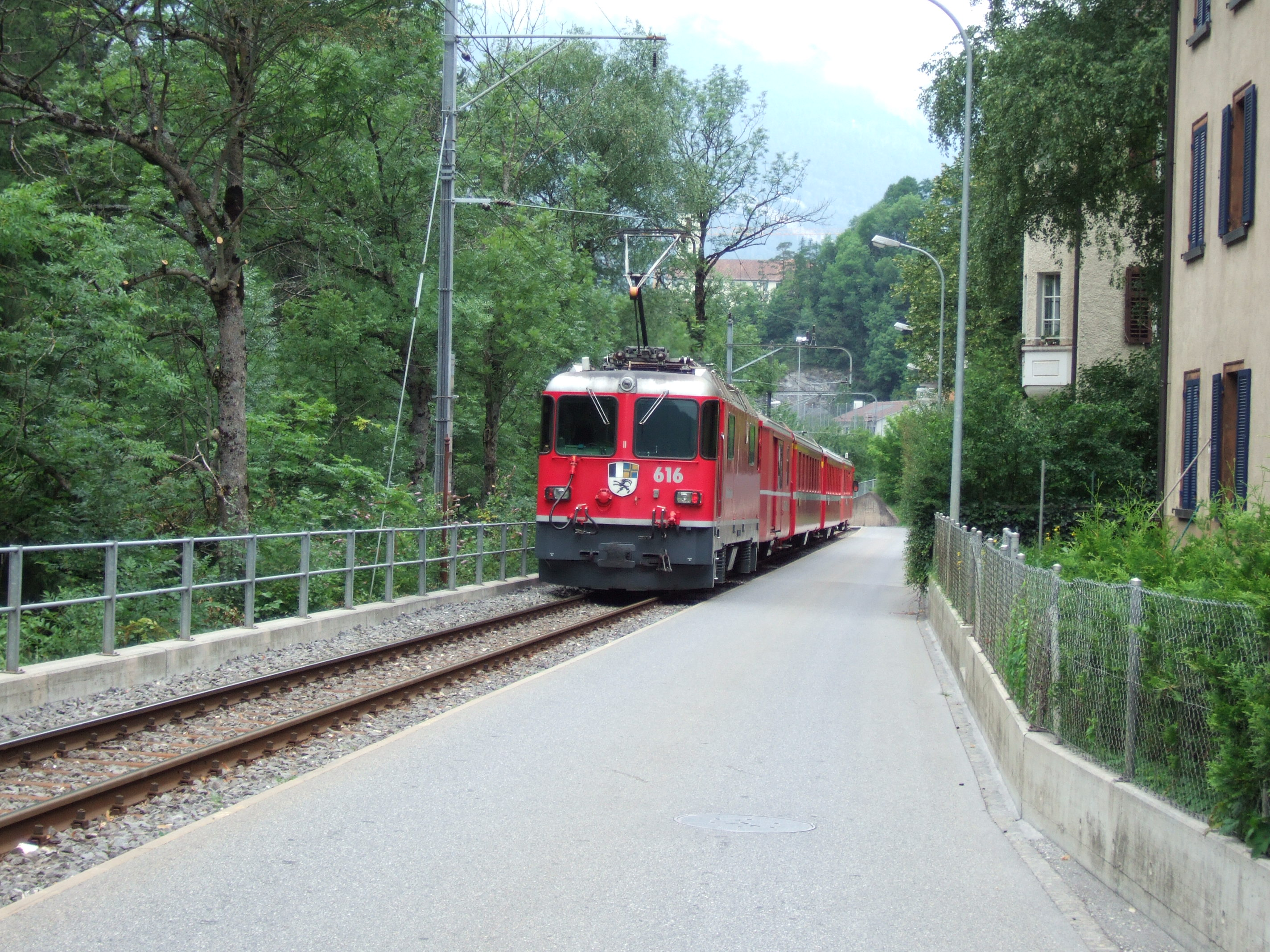
잔트 노선으로 향하는 차량